# 巴爾博亞區

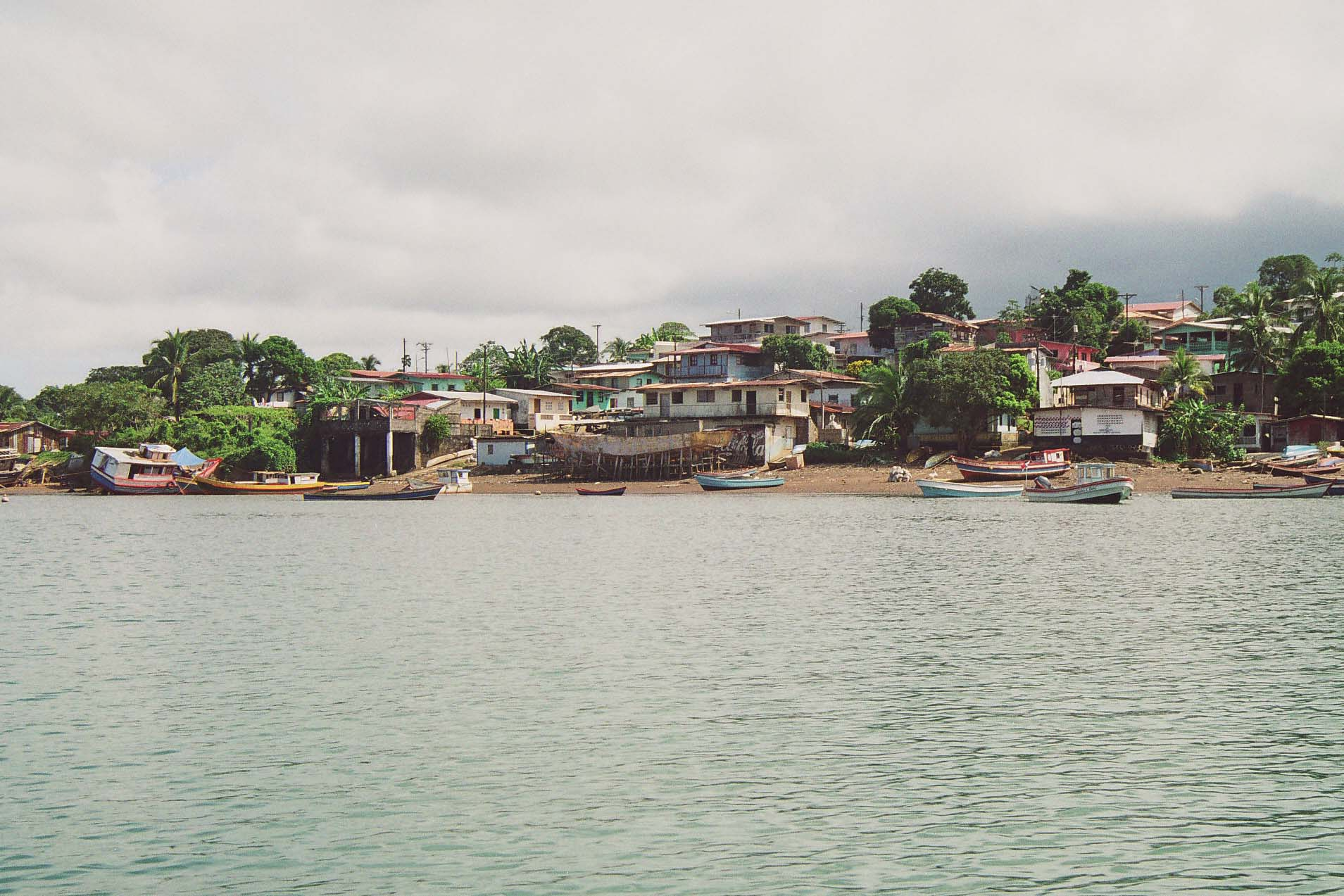

巴爾柏區（西班牙語：Distrito de Balboa），是巴拿馬的一個行政區，位於該國中東部，由巴拿馬省負責管轄，面積332.9平方公里，2010年人口2,721人，人口密度每平方公里8.17人。
8°22′9″N 78°54′37″W / 8.36917°N 78.91028°W